# Gianna Michaels
Gianna Michaels, född 6 juni 1983, är en amerikansk porrskådespelerska. Hon började sin karriär som modell, men det ledde vidare till nakenfotografier och sedermera pornografiska filmer. Hon har på senare år också gått att boka via vissa escortfirmor, där hon utför vissa sexuella tjänster mot hög betalning. Michaels har fått flera utmärkelser av AVN (Adult Video News). 